# Торос (озеро, Кондопожский район)
Торос — пресноводное озеро на территории Петровского сельского поселения Кондопожского района Республики Карелии.

## Общие сведения
Площадь озера — 1,5 км², площадь водосборного бассейна — 185 км². Располагается на высоте 143,0 метров над уровнем моря.
Котловина ледникового происхождения.
Форма озера лопастная, продолговатая: оно более чем на два километра вытянуто с юго-запада на северо-восток. Берега изрезанные, каменисто-песчаные, местами заболоченные.
Севернее озера Торос располагается более крупное озеро Мярандукса, с которым Торос соединён двумя протоками: Салми и без названия. Из Мярандуксы вытекает река Нурмис, впадающая в Линдозеро, через которое протекает река Суна.
С юго-восточной стороны в Торос впадает река Сяпча, несущая воды озёр Сяпчозера, Урос, Тилкуслампи, Сяргозера, Риндозера и Вендюрского.
В озере расположено три безымянных острова, сосредоточенных преимущественно вдоль берегов водоёма.
Рыба: щука, плотва, окунь, ряпушка, лещ, ёрш.
Населённые пункты и автодороги вблизи водоёма отсутствуют.
Код объекта в государственном водном реестре — 01040100211102000018071.